# Брумберг, Леонид Ефимович
Леонид Ефимович Брумберг (30 апреля 1925, Ростов-на-Дону, РСФСР, СССР — 20 августа 2010, Вена, Австрия) — советский и австрийский пианист и музыкальный педагог.
Сын музыковеда, редактора Музгиза Ефима Вениаминовича Брумберга (1895—1944). Был ассистентом в классе Генриха Нейгауза в Московской консерватории, затем преподавал в Институте им. Гнесиных. Был первым исполнителем ряда произведений Альфреда Шнитке, в частности, фортепианного концерта 1960 г.
С 1981 году эмигрировал из СССР, жил в Вене, преподавал в Институте музыки.

## Семья
- Сын — Сергей Мажаров, бизнесмен и продюсер, убит в Париже в собственной квартире в 1994 году[2]